# Achyrolimonia protrusa
Achyrolimonia protrusa är en tvåvingeart som först beskrevs av Alexander 1936.  Achyrolimonia protrusa ingår i släktet Achyrolimonia och familjen småharkrankar. Inga underarter finns listade i Catalogue of Life.